# Лакхисарай
Лакхисарай (англ. Lakhisarai, хинди लखीसराय) — город в центральной части штата Бихар, Индия. Административный центр округа Лакхисарай.

## География
Абсолютная высота — 41 метр над уровнем моря. Расположен примерно в 125 км к юго-востоку от административного центра штата, города Патна.

## Население
По данным на 2013 год численность населения составляет 117 916 человек.
Динамика численности населения города по годам:
| 1991   | 2001   | 2013    |
| ------ | ------ | ------- |
| 53 360 | 77 875 | 117 916 |

## Транспорт
Через Лакхисарай проходит национальное шоссе № 80. Имеется железнодорожное сообщение. Ближайший аэропорт находится в Патне.